# فيضة اللواء
فيضة اللواء قرية سعودية، في محافظة المويه بمنطقة مكة المكرمة، تقع في شرق مدينة الطائف بمسافة نحو ( 280) كم.تقع على الطريق الرابط بين طريق الرياض الحجاز السريع وطريق عفيف المهد.

## التاريخ
تأسست قرية مشرفة اللواء على يد المغفور له عبد الله بن عوض السكيك عام 1380 هجري .